# 本佐尼亞 (密歇根州)
本佐尼亞（英語：Benzonia，/bɛnˈzoʊniə/ ben-ZOH-nee-ə）是位於美國密歇根州本西縣的一個村。

## 人口
根據2020年美國人口普查的數據，本佐尼亞的面積為2.93平方千米，當中陸地面積為2.93平方千米，而水域面積為0.00平方千米。當地共有人口551人，而人口密度為每平方千米188人。